# لويس دي ليون
لويس دي ليون (بالإسبانية: Fray Luis de León)‏ هو مترجم وأستاذ جامعي وكاتب وشاعر إسباني، ولد في 1527 في بيلمونتي في إسبانيا، وتوفي في 23 أغسطس 1591 في مادرايغال دي لاس ألتاس توريس في إسبانيا.

## وصلات خارجية
- لويس دي ليون على موقع الموسوعة البريطانية (الإنجليزية)